# Günther Zimmermann
Günther Zimmermann (* 24. Mai 1935 in Kassel) ist ein deutscher Romanist.

## Leben
Er studierte Anglistik, Romanistik, Germanistik und Philosophie und promovierte am 24. Februar 1960 in Marburg in der Romanistik (spanische Sprachwissenschaft). Nach einer Lehrertätigkeit an einem Marburger Gymnasium und einem Ruf an die Universität Gießen war er von 1973 bis zu seiner Emeritierung ordentlicher Professor für Französische Sprache und Literatur und deren Didaktik an der TU Braunschweig.

## Schriften (Auswahl)
- Planung und Analyse von Fremdsprachenunterricht in der Volkshochschule. Bonn 1976, OCLC 180636638.
- mit Elke Wißner-Kurzawa: Grammatik. Lehren, lernen, selbstlernen. Zur Optimierung grammatikalischer Texte im Fremdsprachenunterricht. München 1985, ISBN 3-19-006985-9.
- Grammatik im Fremdsprachenunterricht der Erwachsenenbildung. Ergebnisse empirischer Untersuchungen. Ismaning 1990, ISBN 3-19-006609-4.
- Texte schreiben – einfach, klar, verständlich. Berichte, Präsentationen, Referate, Anleitungen, Mailings .... Göttingen 2010, ISBN 978-3-938358-06-1.